# 沙溪镇 (剑川县)
沙溪镇，是中华人民共和国云南省大理白族自治州剑川县下辖的一个镇。位于县境西南部，距县城32公里，总面积288平方公里。沙溪镇历史悠久，沙溪寺登街是茶马古道的一个重要节点，被称为“茶马古道上唯一幸存的古集市”；境内的石钟山石窟开凿于南诏、大理国时期，有极高的艺术、历史价值。2001年10月，沙溪寺登街被世界纪念性建筑基金会列入“值得关注的101个世界濒危建筑遗产名录”，从2002年开始实施的“沙溪复兴工程”，以“修旧如旧、最少干预、最大保留”的理念对寺登街进行保护与开发，获得了联合国教科文组织等机构的肯定。沙溪镇是白族聚居镇，白族占总人口的84%，民族文化浓厚。
沙溪镇有中国历史文化名镇、云南旅游名镇、全国最美小镇等称号，石宝山·沙溪古镇旅游区、沙溪旅游度假区是国家4A级旅游景区，旅游业发展较好。

## 行政区划
沙溪镇下辖以下地区：
寺登村、东南村、华龙村、北龙村、四联村、甸头村、沙坪村、石龙村、长乐村、鳌凤村、灯塔村、溪南村、红星村和联合村。

## 图片

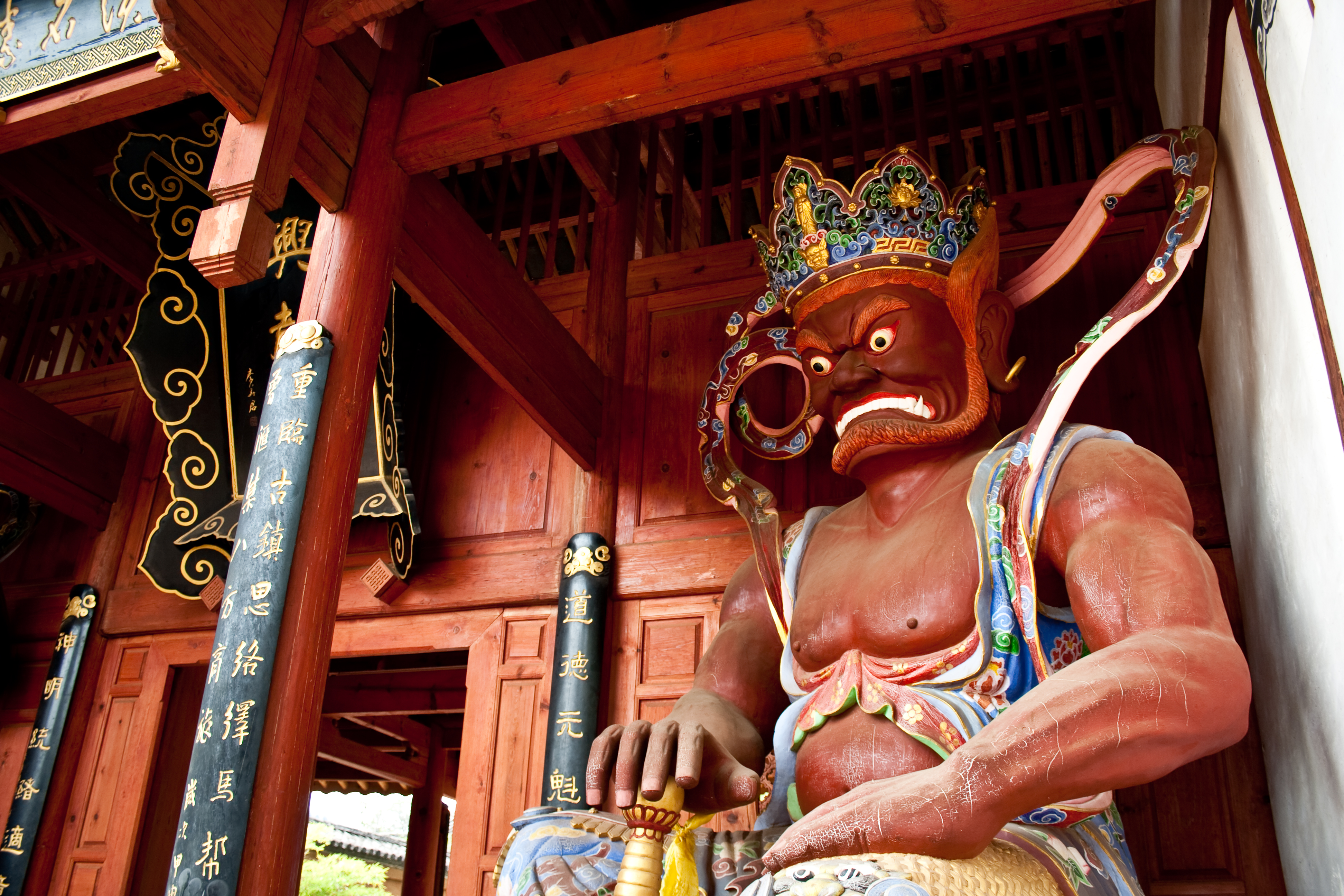
兴教寺
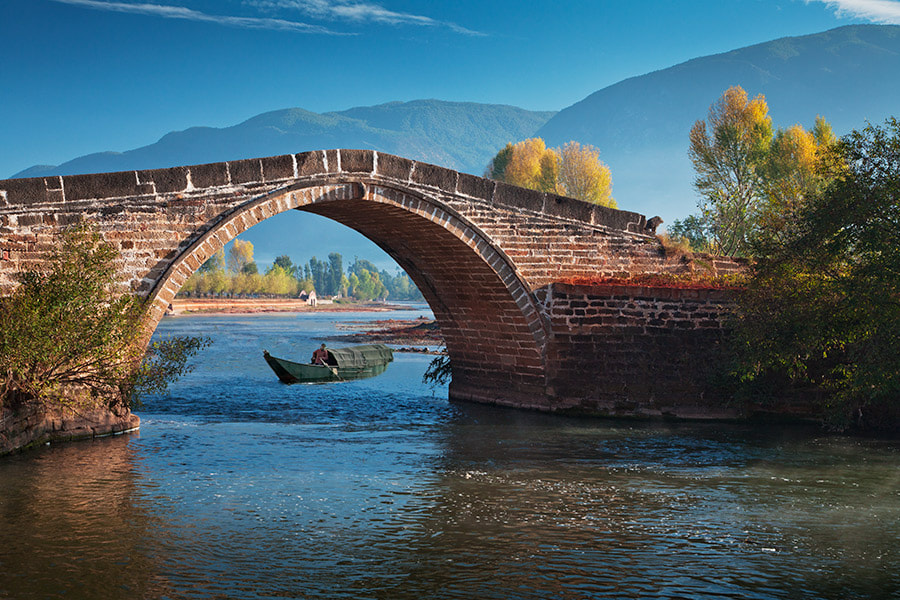
玉津桥
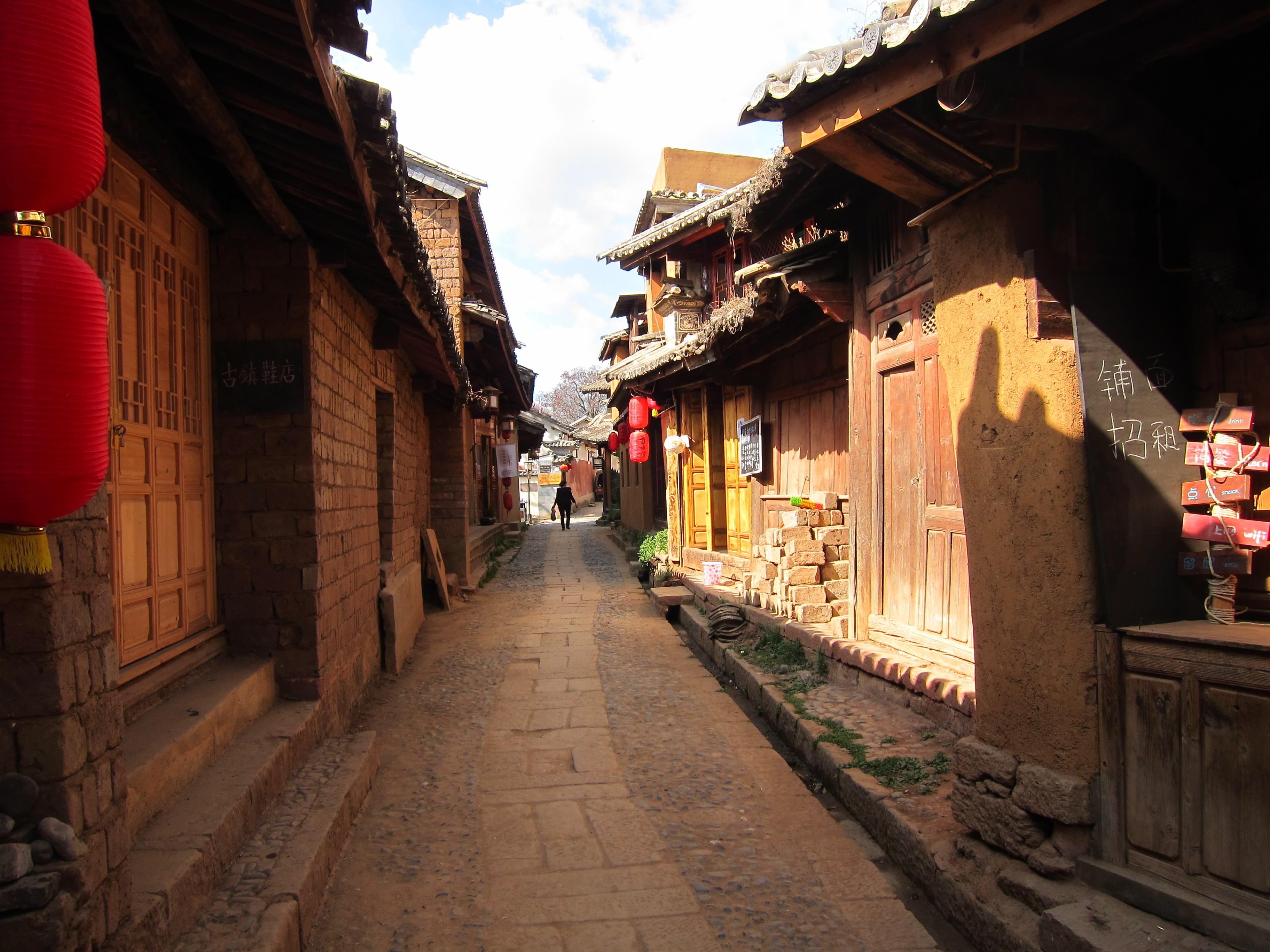
古镇
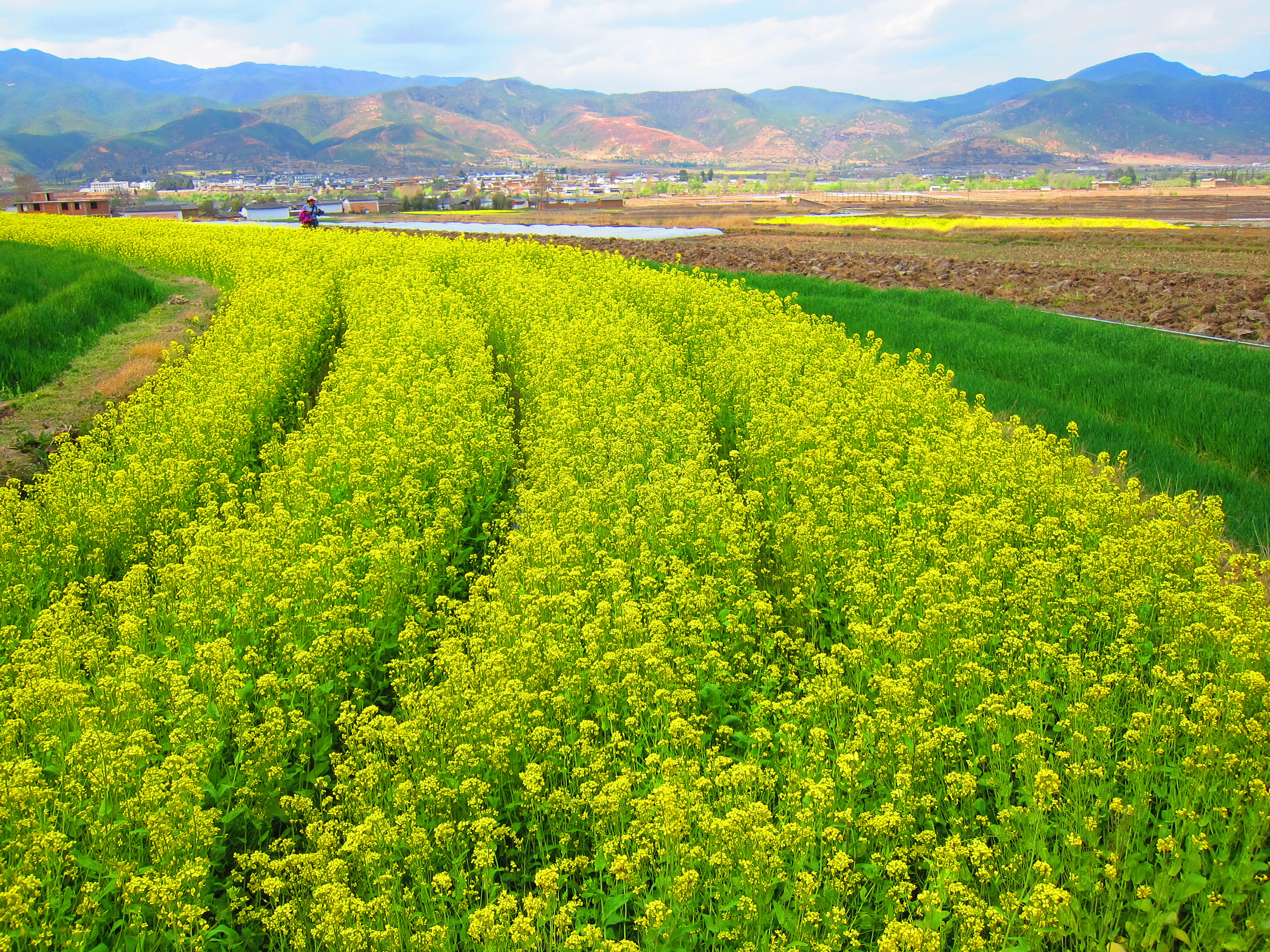
油菜花田
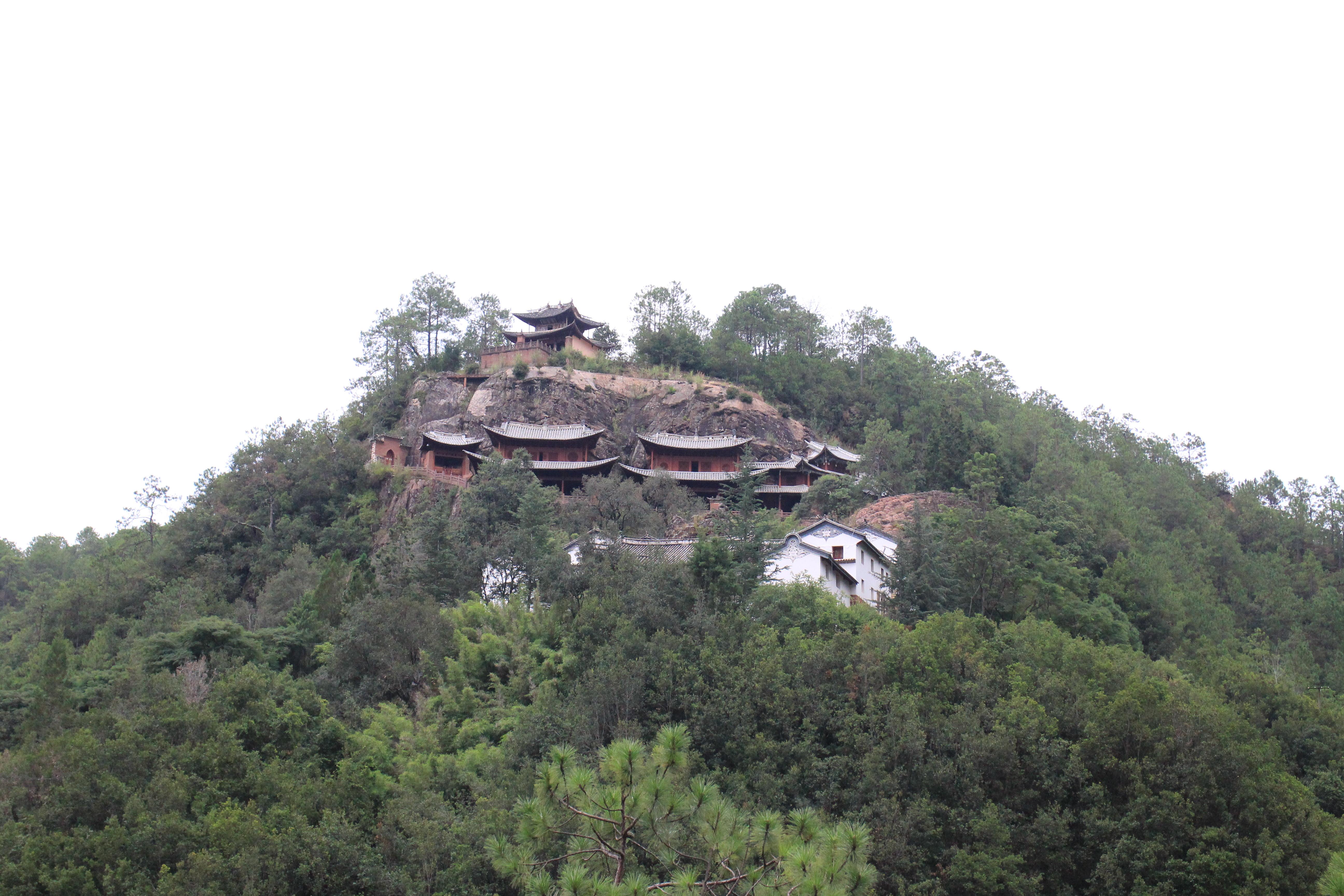
石钟山石窟

## 中国传统村落
- 2012年12月，寺登村被评为首批“中国传统村落”。
- 2013年8月，甸头村、段家登村、石龙村被评为第二批中国传统村落。